# MT Czubatka

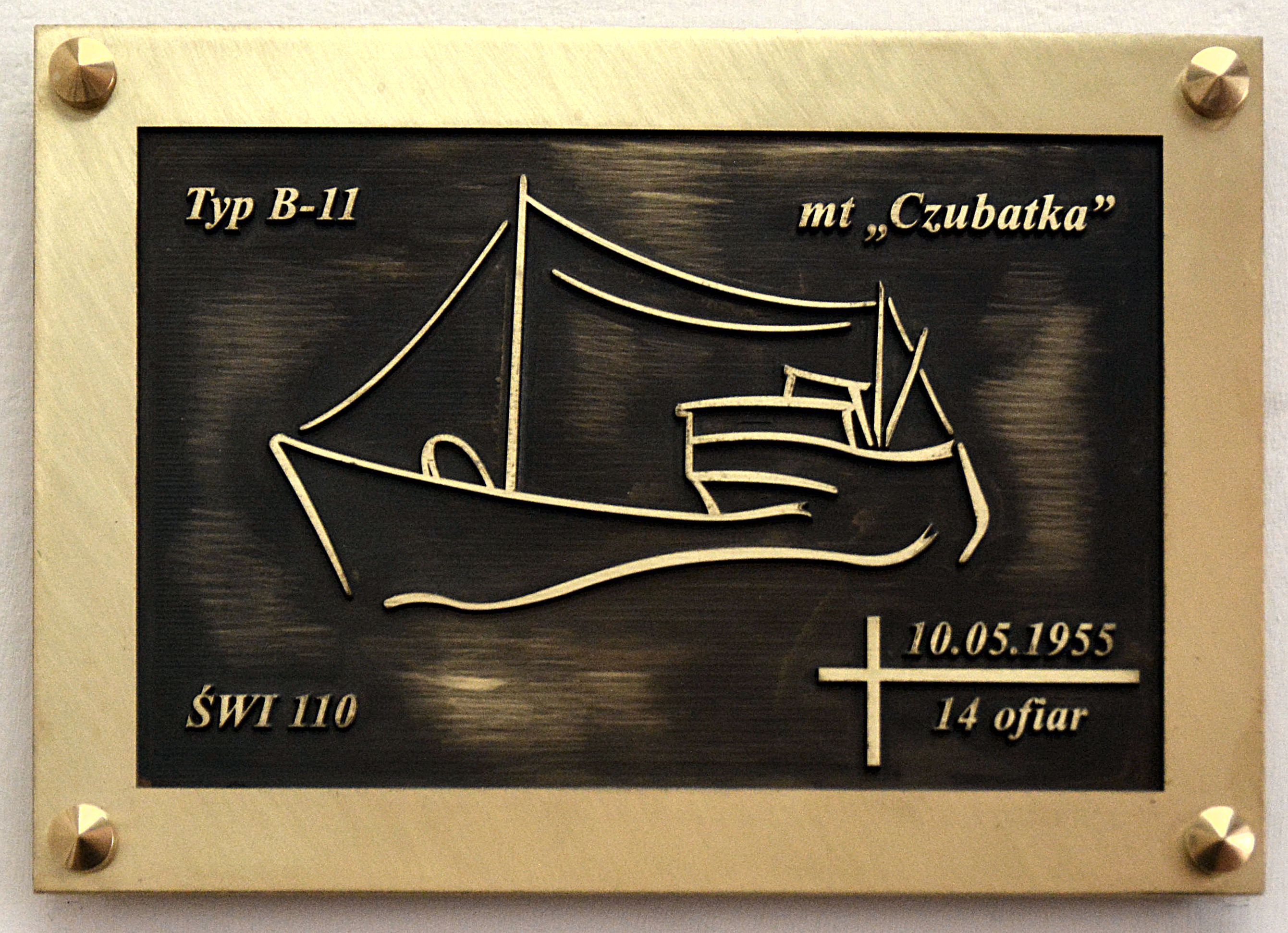
Tablica poświęcona katastrofie MT Czubatka w kościele św. Jana Ewangelisty w Szczecinie

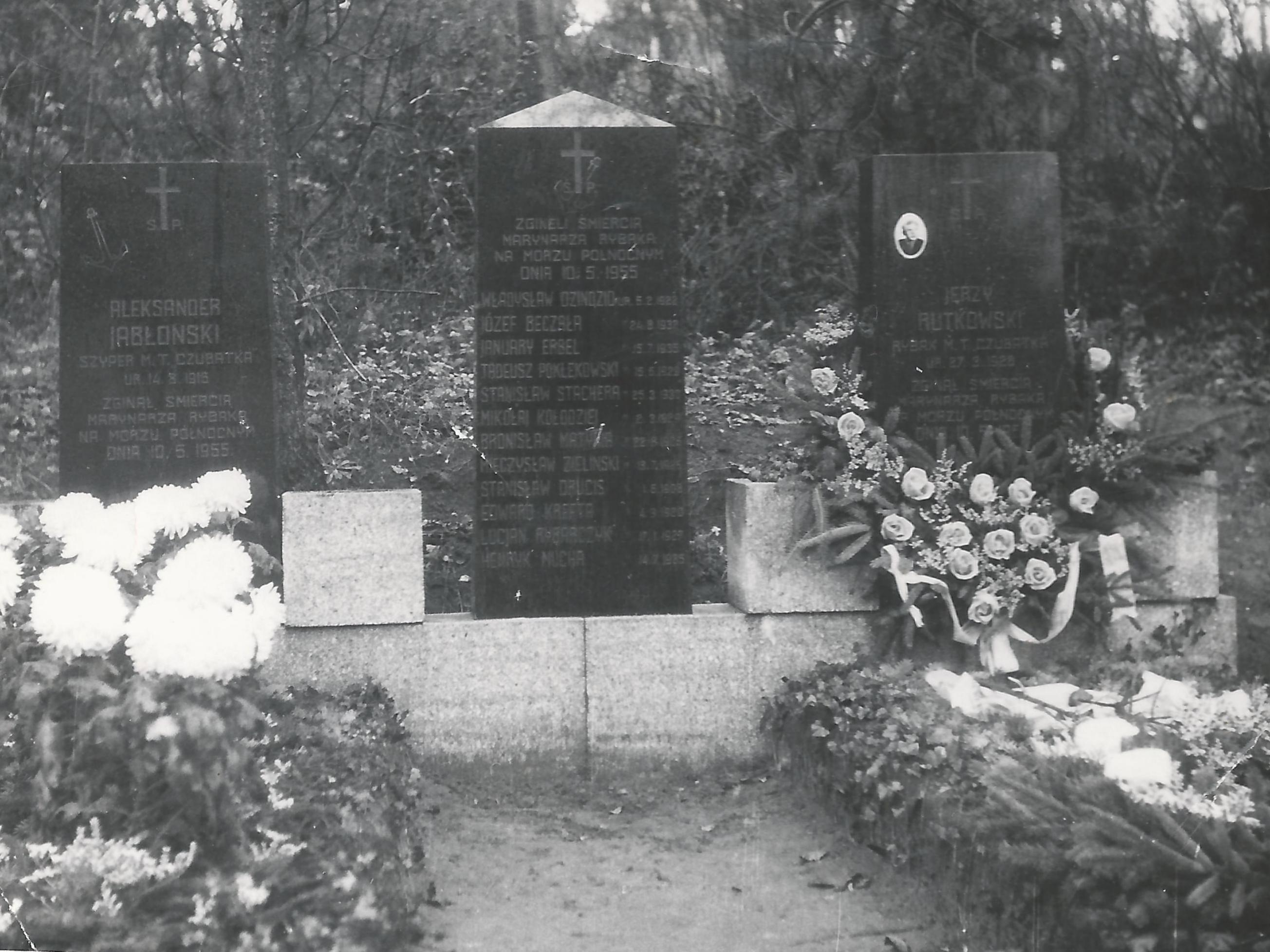
Pomnik poświęcony pamięci marynarzy, którzy zginęli w katastrofie M/T "Czubatka"

M/T „Czubatka” – polski lugrotrawler typu B 11, zbudowany w roku 1952 w Stoczni Północnej w Gdańsku.

## Historia i zatonięcie
Lugrotrawler „Czubatka” był jednym z serii statków rybackich, tzw. „ptaszków”, wprowadzonych do eksploatacji na początku lat pięćdziesiątych XX wieku. W sumie powstały 63 takie statki („Czubatka” była 49. z serii) ochrzczone nazwami ptaków. 
9 maja 1955 roku o godzinie 20:00 ze względu na zbliżający się sztorm dowódca statku-bazy „Morska Wola” polecił kilku jednostkom łowiącym na Morzu Północnym udanie się do zatoki Firth of Moray. Ze względu na brak łączności z „Czubatką” sądzono, iż statek ma uszkodzony nadajnik i że udał się bezpośrednio na wyznaczoną pozycję. Jednak lugrotrawler nie zjawił się i nie odpowiadał na wezwania. Radiooficer z „Morskiej Woli” nie odebrał w nocy żadnego sygnału SOS. Jedynie Stefan Detlaff, asystent pokładowy z trawlera „Wulkan” około godziny trzeciej, czwartej nad ranem słyszał wezwanie: Halo, uwaga, „Morska Wola”, woła „Czubatka”... Nie było to jego zdaniem rozpaczliwe wołanie, sugerujące, iż jednostka potrzebuje pomocy. Słabe sygnały odebrała także norweska stacja nadbrzeżna Bod-Radio między godziną pierwszą a pierwszą trzydzieści. Ponieważ Norwegowie nie zidentyfikowali obiektu, a sygnał był słaby, uznano, że mogą pochodzić z Biskajów lub Atlantyku.
13 maja 1955 roku około godziny 13.30 kierownik wyprawy połowowej Stefan Brąglewicz w poufnej depeszy do armatorów statku-bazy i zaginionego lugrotrawlera – gdyńskiego „Dalmoru” i świnoujskiej „Odry” poinformował dyrekcje obu przedsiębiorstw o zaistniałej sytuacji. 14 maja o godzinie 11:15 28 statków „Odry” i „Dalmoru” przerwało połowy i udało się na poszukiwania „Czubatki”, które nie przyniosły rezultatu. O godzinie 16:00 „Morska Wola” doniosła dyrekcji „Dalmoru” o przechwyceniu z obcych radiostacji informacji o znalezieniu w pobliżu wybrzeża Norwegii tratwy ratunkowej. Nazajutrz „Morska Wola” nadała telegram do konsulatu Polskiej Rzeczypospolitej Ludowej w Oslo z prośbą o dokładne przeszukanie wybrzeża w tej okolicy oraz pobliskich wód przy pomocy samolotu. 16 maja została ona spełniona, jednak akcja nie przyniosła żadnych nowych informacji o losie zaginionego statku. 19 maja na podstawie wiadomości otrzymanych z norweskiego konsulatu zostaje ustalone, że „Czubatka” zatonęła około 15 kilometrów od zachodnich wybrzeży Norwegii. Potwierdzono także informację o znalezieniu tratwy z ciałami dwóch członków załogi przez kuter rybacki „Arnholm H-29-B” 12 maja około godziny 18.30. W tym czasie do Urzędu Morskiego w Bergen dotarła wiadomość o odnalezieniu dwóch kół ratunkowych z „Czubatki” – jednego w Brandesund, drugiego w Klandsvagen.
„Czubatka” według ustaleń zatonęła nad ranem 10 maja 1955 roku na Morzu Północnym. Za przyczynę uznano wywrócenie się jednostki na skutek rezonansu kołysań bocznych statku oraz okresowego przebiegu fali bocznej. W wyniku katastrofy zginęło 12 członków załogi:
- Władysław Dzindzio – sternik
- Józef Beczała – bosman
- January Erbel – starszy rybak
- Tadeusz Poklękowski – starszy rybak
- Stanisław Stachera – rybak
- Bronisław Matunia – rybak
- Mikołaj Kołodziej – młodszy rybak
- Mieczysław Zieliński – pomocnik kucharza
- Stanisław Drucis – I mechanik
- Edward Kreft – II mechanik
- Lucjan Rybarczyk – motorzysta
- Henryk Mucha – motorzysta.

Dwaj pozostali członkowie załogi: szyper Aleksander Jabłoński oraz rybak Jerzy Rutkowski zdołali opuścić jednostkę na tratwie ratunkowej, jednak później zmarli z zimna i głodu – zamknięcia schowków na tratwie były zardzewiałe, ponadto nie zawierały wymaganej z przepisami bezpieczeństwa ilości prowiantu oraz innych środków.
W wyniku blokady informacyjnej początkowo podano do publicznej wiadomości wejście statku na minę jako przyczynę zatonięcia.